# Религиозный бред
Религио́зный бред — форма бредовых идей — возникающие аутохтонно патологические религиозные убеждения.
При религиозном бреде мысли религиозного содержания доминируют в сознании, являются самыми приоритетными для человека. Критичность полностью отсутствует, состояние не поддаётся корригированию. Содержание и характер галлюцинаций обычно находятся в полном соответствии с преобладающей формой бреда. Сопутствующие расстройства восприятия могут быть в форме слуховых, зрительных, обонятельных галлюцинаций: больной может слышать «глас божий», видеть ангелов, шайтанов, святых, джиннов и иных соответствующих религии и культуре пациента сверхъестественных существ, вследствие чего развивается религиозный бред. Религиозный бред встречается у 3 % пациентов с шизофренией. Также данный симптом может наблюдаться при аффективных расстройствах и лобно-височной деменции.

## История
Рихард фон Крафт-Эбинг (1893) указывал, что в рамках «истерического помешательства» может возникать чувственный бред с религиозно-мистическим содержанием, видения рая, онейроид с отсутствием или смутностью воспоминаний, бред о таинственном соединении с богом и экстатические переживания.
Как отмечал Эмиль Крепелин (1920), люди с паранойей при религиозном направлении мыслей под влиянием откровений во сне могут испытывать религиозный бред или бред пророчества. При этом у них наблюдается стремление к прозелитизму и совершению публичных богослужений.
Русский психиатр В. П. Сербский как отдельное психическое расстройство выделял религиозное помешательство (лат. paranoia religiosa). Он отмечал, что данная болезненная форма встречается у людей неуравновешенных, интеллектуально ограниченных, мечтательных, отличающихся наклонностью к чудесному. Расстройство манифестирует с ощущения чувства просветления, экзальтации, возбуждения. В мышлении преобладает религиозный бред о божественном призвании, а бредовое поведение характеризуется самоповреждениями и борьбой с бесовским наваждением. Могут отмечаться зрительные галлюцинации, формы которых разнятся в зависимости от религии пациента (например, христианин может видеть лики Христа, Богородицу, святых, отверстое небо).
В 11-м пересмотре Международной классификацией болезней и проблем, связанных со здоровьем (МКБ-11) религиозный бред появился как симптом нарушения мыслительного процесса по содержанию.

## Клинические примеры
В 2011 году группа психиатров, бихевиористов, неврологов и нейропсихиатров из Гарвардской медицинской школы опубликовала исследование, в котором  предложила новую диагностическую категорию психических расстройств, связанную с религиозным бредом и гиперрелигиозностью.
Они сравнили мыслительные процессы и поведение наиболее важных фигур в Библии (Авраама, Моисея, Иисуса Христа и Павла) с опытом психотических пациентов (в соответствии с психиатрическим руководством DSM-IV-TR), и пришли к выводу, что у этих библейских персонажей «могли быть психопатологические симптомы, которые послужили вдохновением для их откровений». С точки зрения учёных, пророки могли иметь такие психические расстройства, как шизофрения, шизоаффективное расстройство, маниакальная стадия биполярного расстройства, бредовое расстройство, бред величия, слуховые и зрительные галлюцинации, паранойя, синдром Гешвинда (особенно высока вероятность расстройства у апостола Павла), а также патологические ощущения, связанные с височной эпилепсией. Также психиатры предполагают, что Мухаммед страдал эпилепсией с судорожными приступами и сумеречными помрачениями сознания.

## Схожие фабулы бреда
Другой формой бреда религиозного характера является альтруистический или мессианский бред, при котором человек убеждён в возложенной на него божественной миссии.
При бреде одержимости человек убеждён в том, что им овладели бесы (или некие иные фантастические существа).